# Isaac Kitrosser
Isaac Kitrosser (la naștere Kitroser; n. 27 august 1899, Soroca, Basarabia, Imperiul Rus – d. 10 august 1984, Paris, Franța) a fost un evreu basarabean, fotograf și inginer francez, inventator în domeniul fotografiei.

## Biografie
S-a născut în orașul Soroca din același ținut, gubernia Basarabia (Imperiul Rus). A fost cel mai mare dintre cei trei fii din familia lui Huna Kitroser, latifundiar (1874-1941) și a soției sale Bluma (n. Tendler). Vară a tatălui său a fost soția și muza sculptorului francez Jaques Lipchitz, Bertha Kitrosser. Tatăl, precum și verii săi Osip Kitroser și Grigori Kitroser, au fost împușcați la 8 iulie 1941 de către soldații germani în râpa lui Bechir, la intrareaîn Soroca, împreună cu alți 41 de reprezentanți ai comunității evreiești a orașului; mama a murit în ghetoul din Vertiujeni.
A absolvit liceul din Soroca și Institutul Electrotehnic din Praga, apoi s-a stabilit la Paris. În Franța s-a angajat în fotografie științifică și artistică (arhitecturală, portretă, abstractă) și, în același timp, a fost corespondent pentru o serie de periodice (agenția Vue, revista Life). Este cunoscut pentru invențiile din domeniul fotografiei, inclusiv tehnica fotografiilor cromogene în ultraviolet și cu raze X.
În anii 1930-1938 a condus departamentul de fotografie a revistei Paris-Soir. Portretul său fotografic al actorului Abel Gance în imaginea lui Iisus Hristos (1930) a devenit cunoscut pe scară largă. A fost de asemenea un mason.
S-a angajat în rezistența franceză în timpul celui de-al doilea război mondial. A fost arestat de Gestapo și internat la Septfonds (Tarn-et-Garonne) unde a reușit să continue ca fotograf. Fotografiile sale despre Septfonds, inclusiv Cérémonie juive dans le camp de Septfonds, au fost printre primele fotografii publicate în lagărul de concentrare după eliberare în 1944.
După război, Kitrosser a lucrat la revista Paris Match. A fost ilustrator al seriei Bibliothèque de l'amitié a editurii pariziene G.-T. Rageot. A lucrat de asemenea ca jurnalist și inginer chimist. A fost membru al Uniunii Inginerilor certificați ruși din Franța (1968-1978). 
A decedat la Paris în 10 august 1984.

## Galerie de fotografii
- Radiografie cromogenică[nefuncțională]
 (din colecția Musée français de la photographie)
- Fotografii de Isaac Kitrosser
- Portret foto al actorului Abel Gance[nefuncțională]
- Fotografii din anii 1930
- Trei fotografii Arhivat în 4 septembrie 2011, la Wayback Machine.
- Portretul lui Luigi Pirandello (1929)
- Compoziție cromogenă abstractă (Musée français de la photographie)
- Décor lumineux sur les toits du Printemps
- Fotografii în jurnalul Life (1938): Sergey Lifar, Фриц Крайслер, Sărut, Mobilizarea rezerviștilor francezi, Expedierea rezerviștilor, Buletin de mobilizare și altele

## Publicații
- Paula Chabran. La Catastrophe du Midi. 1 illustration et 6 photos de I. Kitrosser. Paris: Édition Paula Chabran, 1930.
- André Michel. Herbedouce. Photographies de I. Kitrosser. Paris: Éditions de l’amitié: G.-T. Rageot, 1947.
- Claire Huchet. L’Appel du Tour: Illustrations de Serge Kristy; Photographies de I. Kitrosser (спортивная фотография). Paris—Bruxelles: Éditions de l’Amitié G. T. Rageot, 1959.
- Michel-Aimé Baudouy, Isaak Kitrosser. De molen bij het bos. V.A. Kramers, 1961.
- Claude Appell. Un Ami en danger. Photographies de I. Kitrosser. Paris—Bruxelles: Éditions de l’Amitié G. T. Rageot, 1965.
- L. N. Lavolle. Les Clés du désert. Photographies de I. Kitrosser. Paris—Bruxelles: Éditions de l’Amitié, 1967.
- Prestige de la Photographie (editor Arnauld de Fouchier). Band 3: Philippe Fortune Durand / Les archives de la Planete / Paul Lachaize / Francois Aubert / Le Leica (3e partie) / Isaac Kitrosser / Courrier des lecteurs. Paris: EPA, 1977.